# Camellia liberistyla
Camellia liberistyla là một loài thực vật có hoa trong họ Theaceae. Loài này được H.T.Chang & B.M.Barthol. mô tả khoa học đầu tiên năm 1984.